# Köthensdorf
Köthensdorf ist eine Ortslage im Ortsteil Köthensdorf-Reitzenhain der Gemeinde Taura im Landkreis Mittelsachsen in Sachsen.

## Geschichte

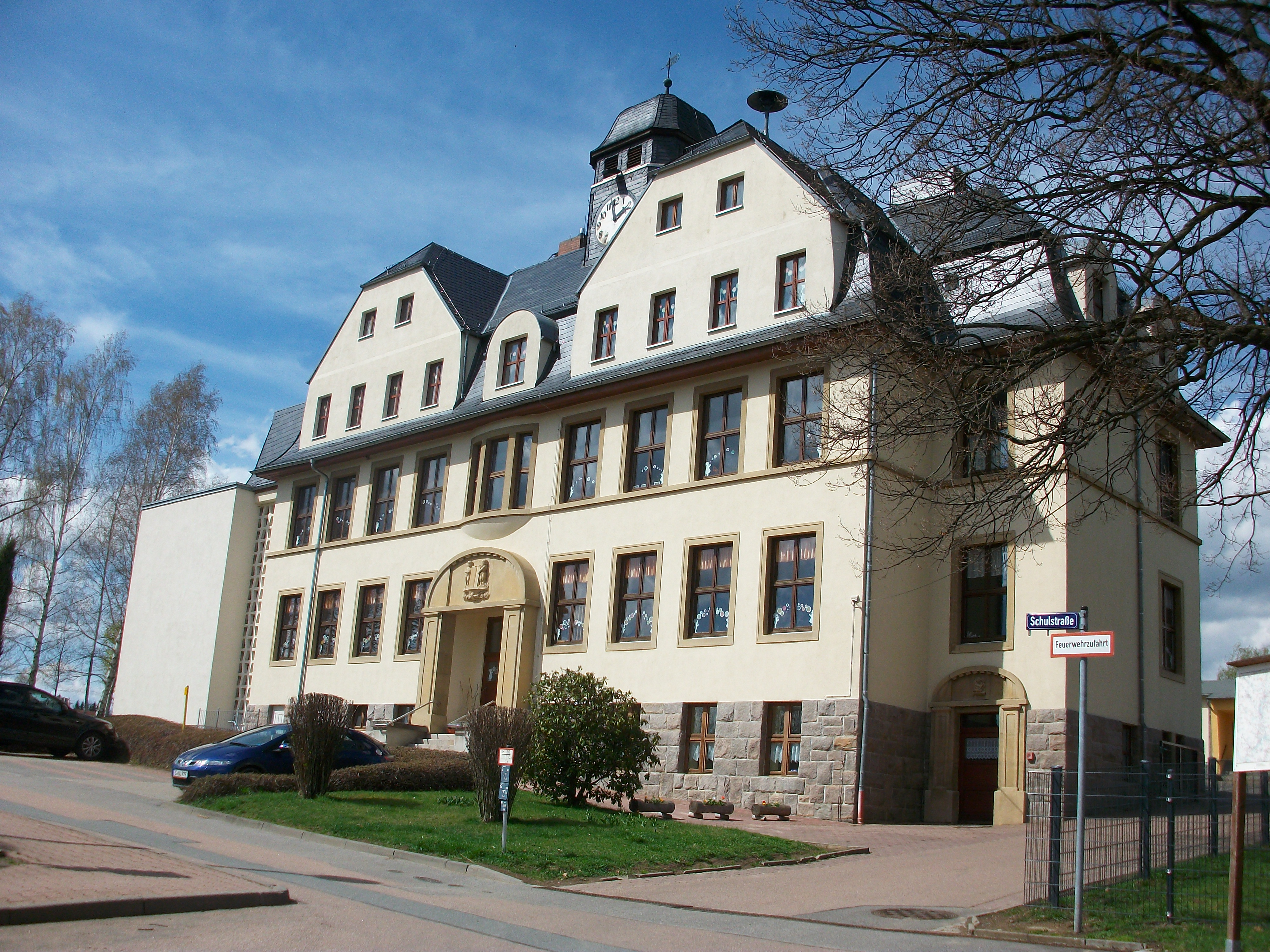
Grundschule Köthensdorf

Köthensdorf wurde erstmals 1490 urkundlich erwähnt. Der Ort gehörte bis ins 19. Jahrhundert als Exklave zum Amt Chemnitz.
Im Jahre 1909 wurde Köthensdorf mit dem benachbarten Reitzenhain zusammengeschlossen. Die Gemeinde Köthensdorf-Reitzenhain wurde am 1. März 1994 nach Taura eingemeindet, wodurch Köthensdorf zur Ortslage im Ortsteil Köthensdorf-Reitzenhain der Gemeinde Taura wurde.

## Geografie und Verkehr

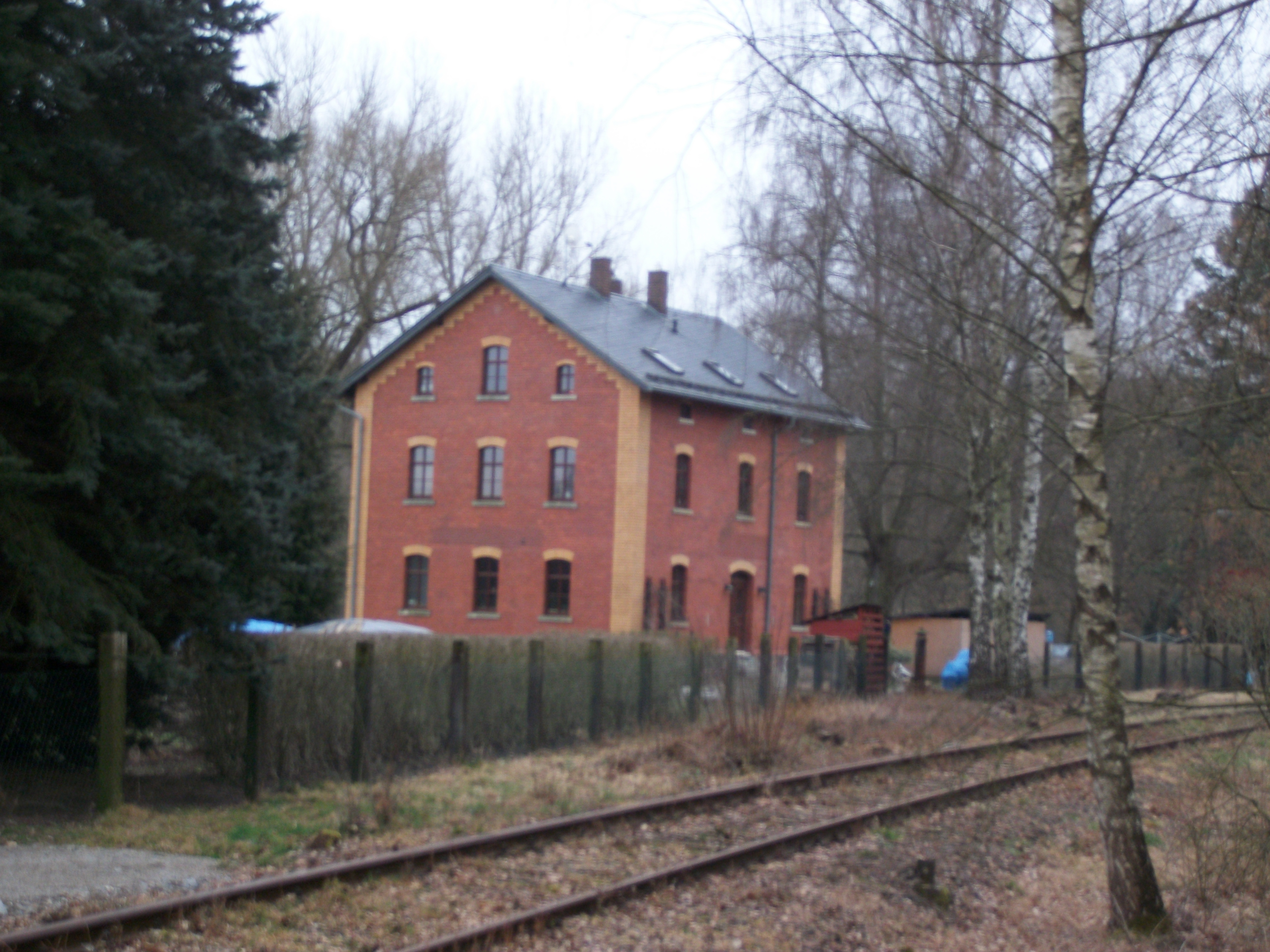
Bahnhof Auerswalde-Köthensdorf (2016) mit Gleisresten

Köthensdorf liegt 15 km nördlich von Chemnitz und 15 km östlich von Limbach-Oberfrohna. Östlich der Gemeinde verläuft die B 107 und südlich die B 95. Die Gemeinde ist auch über die A 4 – Anschlüsse Chemnitz-Glösa bzw. Chemnitz-Mitte erreichbar. Durch Köthensdorf fließt im Osten die Chemnitz. Köthensdorf liegt im Sächsischen Granulitgebirge, welches hier eine Höhe von 356 m erreicht.
Die Regiobus-Linie 638 verbindet Köthensdorf mit Taura und Burgstädt sowie Garnsdorf. Entlang der Köthensdorfer Hauptstraße hat sie insgesamt fünf Haltepunkte. Seit der Stilllegung der Chemnitztalbahn halten am Bahnhof Auerswalde-Köthensdorf keine Züge mehr. Der nächste Bahnhof befindet sich seitdem in Burgstädt. Auf der ehemaligen Trasse entsteht ein Radweg.

## Söhne und Töchter des Ortes
Johann Michael Esche (1682–1752), sächsischer Unternehmer